# Такаока (княжество)
Княжество Такаока (яп. 高岡藩 Такаока-хан) — феодальное княжество (хан) в Японии периода Эдо (1640—1871). Такаока-хан располагался в провинции Симоса (современная префектура Тиба) на острове Хонсю.
Административный центр — Такаока jin’ya (укрепленный дом) в провинции Симоса (современные города Нарита и Симофуса в префектуре Тиба).

## История
Такаока-хан был создан в 1640 году для Иноуэ Масасигэ (1585—1661), приближенного сёгунов Токугава Хидэтада и Токугава Иэмицу, который стал известен после летней осады Осаки. Впоследствии он служил цензором, играл важную роль в преследовании и ликвидации христианской религии в Японии. После подавления Симабарского восстания он был повышен до статуса даймё (10 000 коку) и назначен правителем вновь образованного княжества Танаока.
Однако Иноуэ Масасигэ никогда не посещал свой удел, он делил своё время между Эдо и Нагасаки, исполняя служебные обязанности. Его доход был увеличен до 13 000 коку в 1644 году. Его сын, Иноуэ Масакиё (1628—1675), также проживал в Эдо, передав своим младшим братьям 1500 коку. 3-й даймё Иноуэ Масаакира (1675—1716) был первым даймё Такаока-хана, который проживал в своих владениях. Кроме того, он передал 1500 коку своим младшим братьям, уменьшив свой доход до 10 000 коку риса.
Во время Войны Босин Такаока-хан поддержал Союз Саттё. После битвы при Уэно последний даймё Такаоки, Иноуэ Масаёри, был представлен правительству Мэйдзи. Он был назначен губернатором своего княжества при новой администрации, затем служил в полиции и получил титул виконта (сисяку) в новой аристократической системе — кадзоку.
В июле 1871 года Такаока-хан был ликвидирован. На территории бывшего княжества была создана префектура Такаока, которая позднее вошла в состав современной префектуры Тиба.

## Список даймё
- Род Иноуэ (фудай-даймё) 1640—1871

| #  | Имя и годы жизни                           | Годы правления | Титул                    | Ранг                    | Кокудара             |
| -- | ------------------------------------------ | -------------- | ------------------------ | ----------------------- | -------------------- |
| 1  | Иноуэ Масасигэ (1585-1661) (яп. 井上 政重) | 1640-1660      | Тикуго-но-ками (筑後守)  | Пятый нижний (従五位下) | 10,000-->13,000 коку |
| 2  | Иноуэ Масакиё (1628-1675) (яп. 井上政清)   | 1660-1675      | Тикуго-но-ками (筑後守)  | Пятый нижний (従五位下) | 13,000->11,500 коку  |
| 3  | Иноуэ Масаакира (1661-1716) (яп. 井上政蔽) | 1675-1716      | Тикуго-но-ками (筑後守)  | Пятый нижний (従五位下) | 13,000->10,000 коку  |
| 4  | Иноуэ Масатика (1693-1743) (яп. 井上政鄰)  | 1716-1731      | Тикуго-но-ками (筑後守)  | Пятый нижний (従五位下) | 10,000 коку          |
| 5  | Иноуэ Масамори (1710-1800) (яп. 井上正森)  | 1731-1760      | Ямасиро-но-ками (山城守) | Пятый нижний (従五位下) | 10,000 коку          |
| 6  | Иноуэ Масакуни (1739-1791) (яп. 井上正国)  | 1760-1791      | Тикуго-но-ками (筑後守)  | Пятый нижний (従五位下) | 10,000 коку          |
| 7  | Иноуэ Масанори (1770-1806) (яп. 井上正紀)  | 1791-1806      | Ики-но-ками (壱岐守)     | Пятый нижний (従五位下) | 10,000 коку          |
| 8  | Иноуэ Масатаки (1800-1862) (яп. 井上正瀧)  | 1806-1841      | Тикуго-но-ками (筑後守)  | Пятый нижний (従五位下) | 10,000 коку          |
| 9  | Иноуэ Масамура (1827-1846) (яп. 井上正域)  | 1841-1846      | Тикуго-но-ками (筑後守)  | Пятый нижний (従五位下) | 10,000 коку          |
| 10 | Иноуэ Масаёси (1833-1872) (яп. 井上正和)   | 1846-1867      | Тикуго-но-ками (筑後守)  | Пятый нижний (従五位下) | 10,000 коку          |
| 11 | Иноуэ Масаёри (1854-1904) (яп. 井上正順)   | 1867-1871      | Kunai-shōyujō (宮内少輔) | Пятый нижний (従五位下) | 10,000 коку          |